# Succinato deshidrogenasa
La enzima succinato deshidrogenasa (SDH), succinato coenzima Q reductasa o complejo II mitocondrial (número EC 1.3.5.1) es un complejo proteico ligado a la membrana interna mitocondrial que interviene en el ciclo de Krebs y en la cadena de transporte de electrones, y que contiene FAD (flavín-adenín-dinucleótido) unido covalentemente. Cataliza la reacción:
Succinato + ubiquinona {\displaystyle \rightleftharpoons } fumarato + ubiquinol
Esta proteína puede degradarse a la enzima número EC 1.3.99.1 que ya no reacciona con la ubiquinona necesitando otros aceptores de electrones.
Succinato + aceptor {\displaystyle \rightleftharpoons } fumarato + aceptor reducido

## Estructura

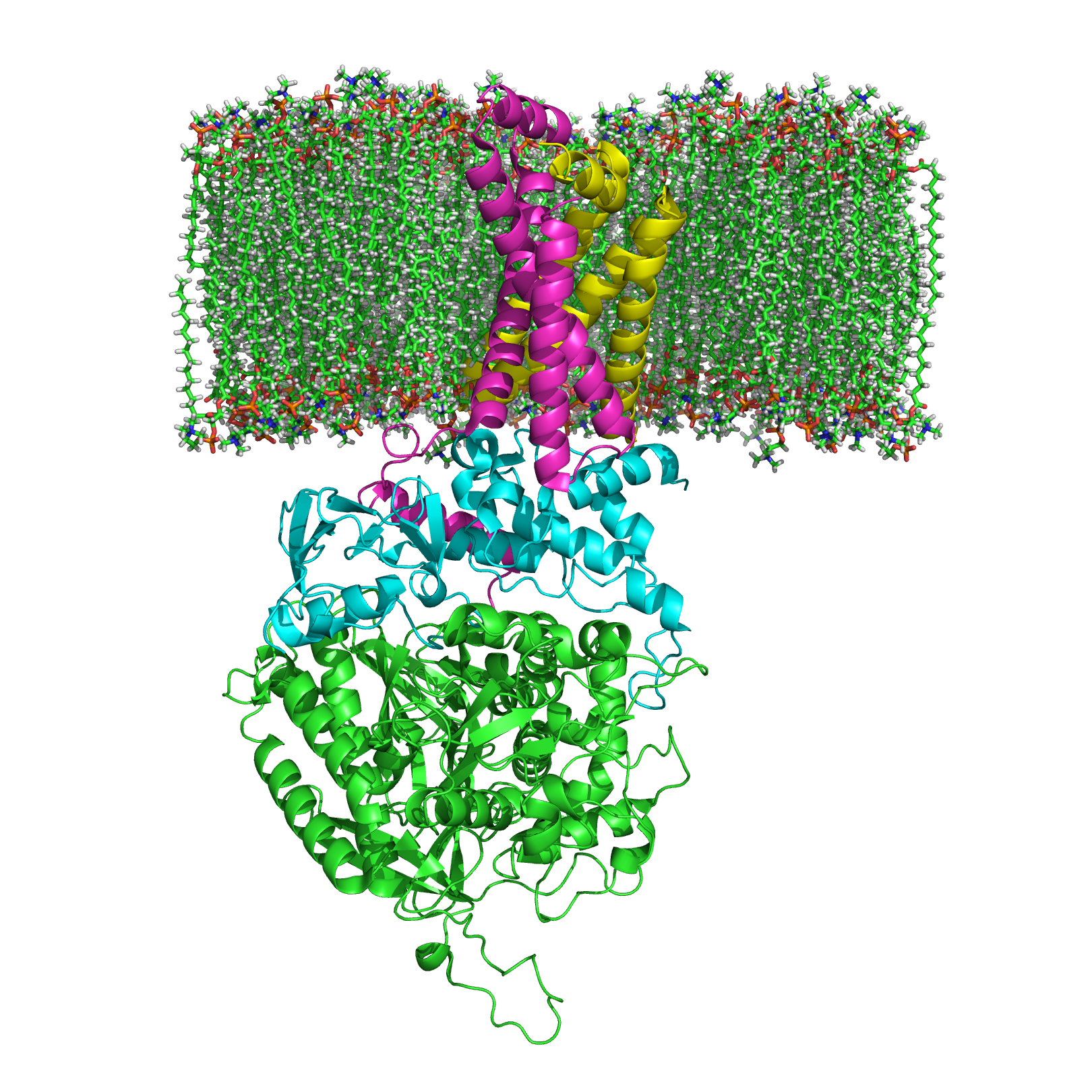
Figura 1. Estructura del complejo Succinato-coenzima Q en la membrana mitocondrial interna. El espacio intermembrana está en la parte superior de la imagen. SDHA, SDHB, SDHC and SDHD. Adaptedo de.

La enzima está compuesta de cuatro subunidades, dos hidrofílicas y dos hidrofóbicas:
- Succinato deshidrogenasa subunidad A (SDHA). Es una flavoproteína (Fp) hidrofílica que tiene unida covalentemente como cofactor una molécula de FAD. También contiene el sitio de unión del succinato.

- Succinato deshidrogenasa subunidad B (SDHB). También hidrofílica, contiene tres clústers de hierro-azufre: 2Fe-2S, 4Fe-4S y 3Fe-4S. Su acrónimo es Ip.

- Succinato deshidrogenasa subunidad C (SDHC). Hidrofóbica. Une el complejo proteico a la membrana de la mitocondria.

- Succinato deshidrogenasa subunidad D (SDHD). Hidrofóbica. Une el complejo proteico a la membrana de la mitocondria.

Adicionalmente hay dos proteínas que participan en el montaje de la succinato deshidrogenasa pero no forman parte de ella.
- Succinato deshidrogenasa factor de montaje 1 (SDAHF1). Participa en la biosíntesis mitocondrial de los clústers de hierro-azufre. HGNC 33867 (enlace roto disponible en Internet Archive; véase el historial, la primera versión y la última)., UniProtKB A6NFY7.

- Succinato deshidrogenasa factor de montaje 2 (SDHAF2). Es necesaria para la inserción del FAD en la SDHA. No está claro si participa con actividad enzimática en la unión covalente del FAD a la SDHA, o manteniendo a la SDHA en una conformación adecuada para que el FAD se una a la SDHA. HGNC 26034, UniProtKB Q9NX18.

## Mecanismo

Figura 2. Función de la succinato deshidrogenasa; el camino seguido por los electrones se muestra con flechas rojas.

El FADH2 de la succinato deshidrogenasa, al no poder desprenderse de la enzima, debe oxidarse nuevamente in situ. El FADH2 cede sus dos hidrógenos a la ubiquinona (coenzima Q) que se reduce a ubiquinol (QH2) y abandona el enzima, difundiendo en la bicapa lipídica hasta alcanzar el siguiente complejo enzimático de la cadena respiratoria.
La molécula de FAD del enzima es el aceptor de electrones de la reacción. En general la función bioquímica del FAD es oxidar los alcanos a alquenos, mientras que el NAD+ oxida los alcoholes a aldehídos o cetonas. Esto se debe a que la oxidación de un alcano (como el succinato) a un alqueno (como el fumarato) es suficientemente exergónica como para reducir el FAD a FADH2, pero no para reducir el NAD+ a NADH. Es poco usual hallar una unión covalente entre el FAD y una proteína; en la mayoría de los casos, el FAD se encuentra asociado a los enzimas de forma no covalente.
La succinato deshidrogenasa actúa separando dos átomos de hidrógeno que entre sí se hallan en posición trans de los átomos de carbono metilénicos del succinato. 
Este enzima posee algunas características de un enzima alostérica: es activada por el succinato, el fosfato, el ATP y el coenzima Q reducido, y es inhibido por el malonato, un análogo estructural del succinato.
Por otro lado, esta enzima se constituye como una de las dianas moleculares en la intoxicación por cianuro, compuesto que inhibe su acción y así bloquea la producción de ATP, induciendo a hipoxia celular.